# Préludes (Stalteri)
Préludes è un album discografico del pianista compositore Arturo Stalteri, pubblicato nel 2016 dalla Felmay

## Il disco
È l'album che contiene 23 brani nella forma preludio più una ghost track. È idealmente ispirato a Claude Debussy (anche i brani di Stàlteri hanno infatti un titolo, come nel caso del compositore francese). Stàlteri suona uno Yamaha C7 con meccanica Steinway, supportato da altri strumenti come una chitarra elettrica, un clavicembalo, un flauto, un violino, un santoor.
Stàlteri trova ispirazione nei temi a lui più cari tra cui il fantasy, la musica celtica, la poesia bretone e le opere di J. R. R. Tolkien.

## Tracce
Musiche di Arturo Stàlteri; edizioni musicali Felmay.
1. Lascia le spine alle rose (feat. Annalisa Teodorani Spoken voice) – 2:59 (musica: Arturo Stàlteri)
2. Come la Neve – 3:35 (musica: Arturo Stàlteri)
3. Fils de Naufragés – 4:23 (musica: Arturo Stàlteri)
4. Eldfell (feat. Federica Torbidoni Flute) – 2:19 (musica: Arturo Stàlteri)
5. Éowyn Subliminal Intro – 0:25 (musica: Arturo Stàlteri)
6. Éowyn – 2:56 (musica: Arturo Stàlteri)
7. Lightyears – 3:35 (musica: Arturo Stàlteri)
8. Tsuki – 1:01 (musica: Arturo Stàlteri)
9. Fleurs – 4:24 (musica: Arturo Stàlteri)
10. Ali e Radici (feat. Annalisa Teodorani Spoken voice) – 2:16 (musica: Arturo Stàlteri)
11. Tir Na Nòg – 3:32 (musica: Arturo Stàlteri)
12. Gli Artigli di Cat Woman (feat. Matteo Gioiosa Electric Guitar, Guido Landucci Santoor) – 3:09 (musica: Arturo Stàlteri)
13. Il sogno di Lydea – 0:46 (musica: Arturo Stàlteri)
14. Prélude-Impromptus – 2:48 (musica: Arturo Stàlteri)
15. Il Respiro del Vento (feat. Federica Torbidoni WindVoice) – 3:05 (musica: Arturo Stàlteri)
16. Geyser – 2:41 (musica: Arturo Stàlteri)
17. Inverno (feat. Yasue Ito Violin) – 4:39 (musica: Arturo Stàlteri)
18. Nuit d'Étoiles – 3:26 (musica: Arturo Stàlteri)
19. Seduta nel Buio (feat. Annalisa Teodorani Spoken voice) – 1:18 (musica: Arturo Stàlteri)
20. What I've done, ce que Je ne ferai pas – 2:49 (musica: Arturo Stàlteri)
21. Prélude – 1:54 (musica: Arturo Stàlteri)
22. Everyone picked Strawberries – 2:48 (musica: Arturo Stàlteri)
23. Red Shift (feat. Alessandro Buca Harpsichord, Michele Gioiosa Yamaha C7 Grand Piano) – 5:22 (musica: Arturo Stàlteri)

Durata totale: 66:10